# Csaba Kesjár

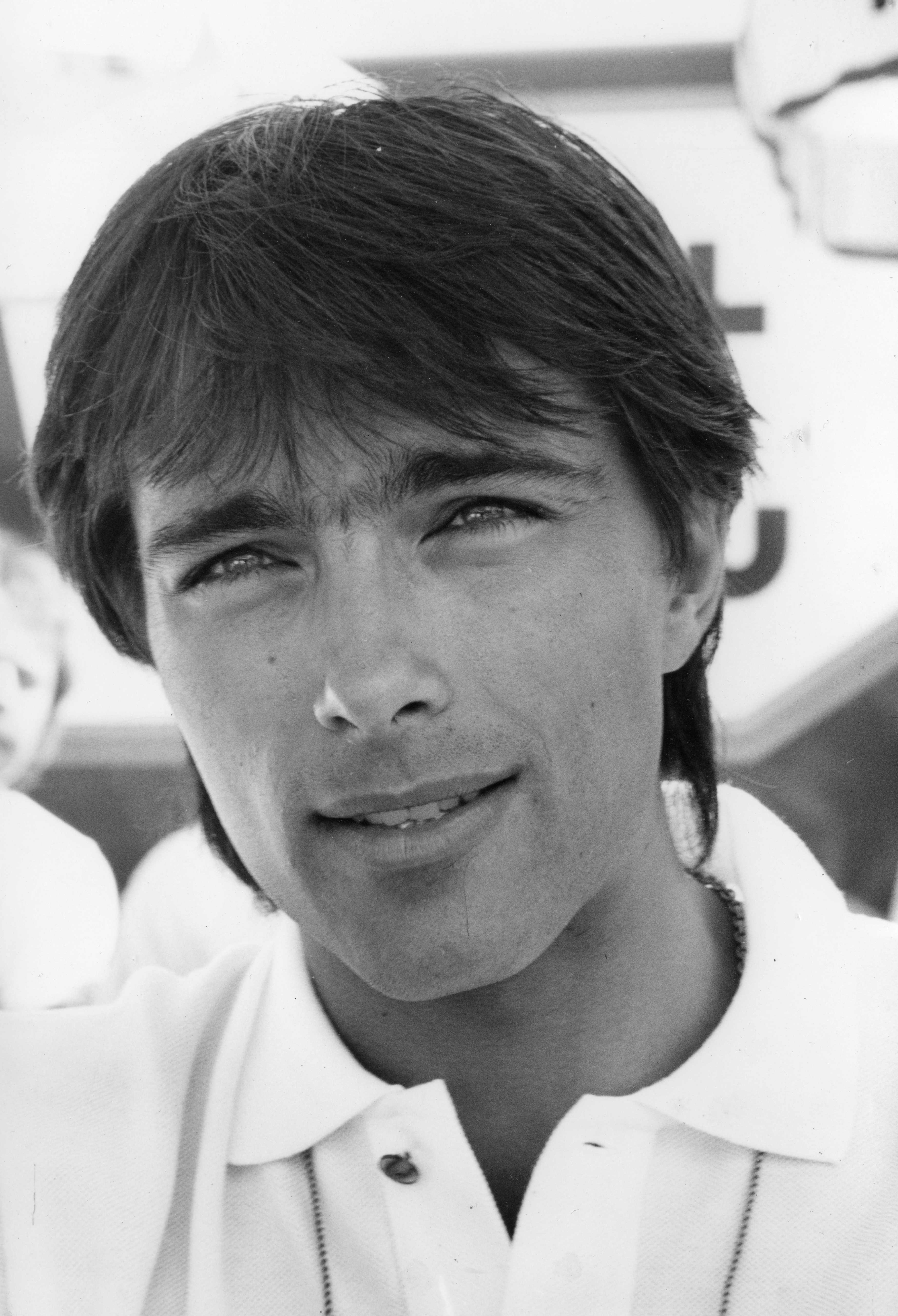
Csaba Kesjár (1984)

Csaba Kesjár (ungarisch Kesjár Csaba; * 9. Februar 1962 in Budapest; † 24. Juni 1988 auf dem Norisring, Nürnberg) war ein ungarischer Automobilrennfahrer. Er war der erste Ungar, der ein Formel-1-Auto fuhr.

## Karriere
Kesjár entstammte einer motorsportbegeisterten Familie. Sein Vater János Kesjár hatte in der Nachkriegszeit 15 Meistertitel in unterschiedlichen Motorsportklassen gewonnen.
Csaba Kesjárs Motorsportkarriere begann 1975 mit Kartrennen. In dieser Klasse wurde er mehrfach ungarischer Meister. Ab 1982 startete Kesjár in der Formel Easter. Bereits in seiner ersten Saison wurde er ungarischer Meister dieser Serie; 1983, 1984 und 1985 verteidigte er den Titel.
1986 startete Kesjár in der österreichischen Formel-Ford-Meisterschaft für Walter Lechner Racing. Kesjár gewann die Meisterschaft in einem Auto von Reynard.
1987 trat Kesjár für Horst Schübel Racing in der Deutschen Formel-3-Meisterschaft an. Hier war er Teamkollege von Bernd Schneider. Schneider wurde in diesem Jahr deutscher Meister, Kesjár beendete die Saison mit zwölf Punkten auf dem 14. Rang. 
Im August 1987 hatte Kesjár Kontakt zur Formel 1. Im Rahmen des Großen Preises von Ungarn 1987 gab ihm Erich Zakowski die Gelegenheit, ein Formel-1-Auto des Zakspeed-Teams zu fahren. Kesjár drehte einige Stunden nach dem Ende des Rennens drei Runden im Zakspeed 871 auf dem Hungaroring. Es handelte sich dabei nicht um Testfahrten im herkömmlichen Sinne, sondern um Demonstrationsrunden zu Werbezwecken. Kesjár war damit 15 Jahre vor Zsolt Baumgartner der erste Ungar, der ein Formel-1-Auto fuhr.

## Tod auf dem Norisring

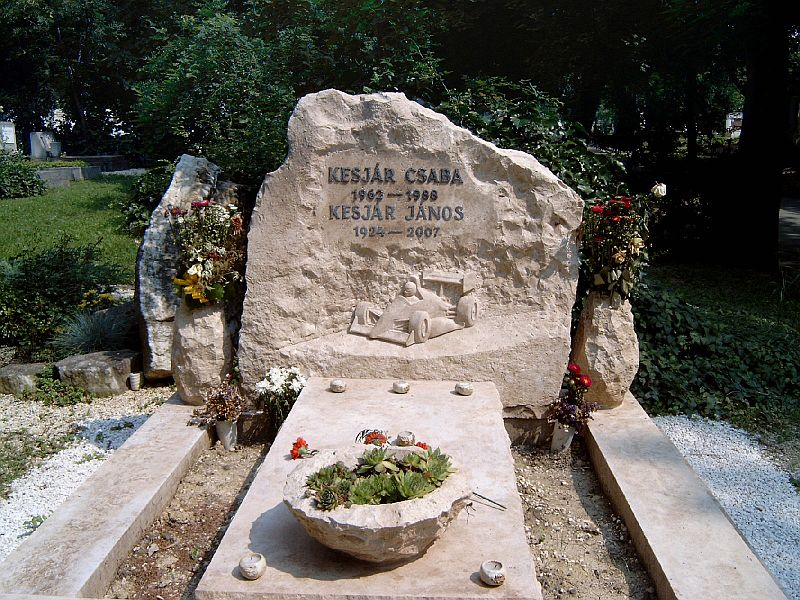
Grabstätte von Csaba und János Kesjár in Budapest

1988 setzte Kesjár sein Formel-3-Engagement fort. Nach der ersten Saisonhälfte hatte er 33 Meisterschaftspunkte eingefahren und lag damit auf Platz 19 der Zwischenwertung.
Beim ersten Training zum Formel-3-Rennen auf dem Norisring am 24. Juni 1988 kam es zum tödlichen Unfall. Das Training war bereits abgewunken; Kesjár befand sich auf seiner letzten Runde. Auf dem Scheitelpunkt der Haarnadelkurve am Dutzendteich fuhr Kesjárs Dallara-VW geradeaus. Er prallte mit 200 km/h in einen Reifenstapel und durchbrach die dahinter verlaufende Leitplanke. Kesjár war auf der Stelle tot. Ein Streckenposten berichtete, Kesjár habe in der Haarnadelkurve weder Brems- noch Lenkbewegungen unternommen, sondern sei mit unverminderter Geschwindigkeit einfach geradeaus gefahren. Die Fahrerkollegen entschieden sich nach dem Tod Kesjárs gegen den Druck der Sponsoren und der Teamchefs zum Rennverzicht.
Die tatsächliche Unfallursache ist nicht geklärt. Ein Untersuchungsbericht kam 1988 zu der Schlussfolgerung, dass die Bremsen an Kesjárs Dallara 388 versagt hätten. Daneben gab es Spekulationen über einen epileptischen Anfall oder einen Black-out des Fahrers; einige Beobachter hielten sogar einen Selbstmord Kesjárs für möglich. Kesjárs Vater János behauptete Jahre später, der Dallara seines Sohnes sei manipuliert gewesen.
Csaba Kesjár ist in Budapest beigesetzt.